# Daïra d'Aïn Beïda
La daïra d'Aïn Beïda est une daïra d'Algérie située dans la wilaya d'Oum El Bouaghi et dont le chef-lieu est la ville éponyme de Aïn Beïda.

## Localisation
La daïra est située a l'est de la wilaya d'Oum El Bouaghi.
| Ksar Sbabi                               |                   |          |
| Oum El Bouaghi, Aïn Babouche, Ksar Sbahi | daïra d'Aïn Beïda | Meskiana |
| Fkirina                                  | Dhalaa, Fkirina   | Dhalaa   |

## Communes
La daïra est composée de trois communes : Aïn Beïda, Zorg et Berriche.